# 乔迪·埃金顿
乔迪·埃金顿（英語：Jody Egginton，1974年1月28日—）是一名英国一级方程式赛车工程师。他目前在Racing Bulls車隊担任技术总监。

## 职业生涯
1996年，埃金顿在泰瑞尔车队作为一名初级赛车设计师开始了他的赛车运动生涯。一年后，他在Xtrac公司担任变速箱设计工程师，随后前往德国，在 Opel Team Holzer车队担任设计、比赛和测试团队工程师，一直持续五年。埃金顿一度在阿斯顿马丁赛车公司担任比赛和赛车设计工程师，之后返回一级方程式赛车，在米德兰车队F1担任比赛工程师。后来，米德兰车队先后更名为世爵和印度力量。在埃金顿任职期间，他是克里斯蒂安·阿尔伯斯、山本左近和詹卡洛·费斯切拉的比赛工程师。
2010年，埃金顿离开总部位于银石的印度力量车队，转投刚刚进入F1的蓮花车队担任总工程师。两年后，埃金顿被提升为运营总监。2014年，埃金顿加入红牛二队担任车辆性能总监。三年后，埃金顿依次被艾法托利車隊提升为副技术总监、技术总监。埃金顿在法恩扎和比斯特的两家工厂之间工作，全面负责所有有关技术和赛车性能的研发活动。